# Абдумомунов, Токтоболот
Токтоболот Абдумому́нов (15 августа 1922, Джаны-Алыш, Туркестанская АССР — 26 декабря 1989, Фрунзе) — классик киргизской литературы, основоположник профессиональной киргизской драматургии, писатель, кинодраматург, общественный деятель. Заслуженный деятель искусств Киргизской ССР. Лауреат государственной премии Киргизской ССР имени Токтогула Сатылганова. Народный писатель Кыргызской Республики.

## Биография
Родился в 1922 году в Джаны-Алыше (ныне — в Кеминском районе Чуйской области) семье служащего.
В 1938 году окончил медицинский техникум г. Фрунзе, после чего поступил в Киргизский государственный медицинский институт (современная Киргизская государственная медицинская академия им. И. К. Ахунбаева). Однако на третьем курсе из-за тяжёлой болезни был вынужден оставить учёбу. В период с 1938 по 1941 год работал в медицинской отрасли заведующим фельдшерским пунктом Гюльчинского района Ошской области, после чего с 1941 по 1959 год последовательно работал корректором, редактором, переводчиком на киргизский язык Ведомостей Верховного Совета СССР и заведующим отделом в журнале «Советтик Кыргызстан»). В 1959 году вступил в КПСС.
1959—1971 гг. Т. Абдумомунов - первый секретарь правления Союза писателей (СП) Кыргызстана и секретарь правления Союза писателей СССР, в 1974-1986 гг. - председатель Президиума театрального общества Киргизской ССР. В 1986 г. на VIII съезде Союза писателей Кыргызстана был избран секретарем правления Союза писателей республики.
В 1987 году избран заместителем председателя правления Союза театральных деятелей Кыргызстана.
Помимо этого он занимался широкой общественной деятельностью - являлся председателем Комиссии ЦК ЛКСМ Кыргызстана по присуждению премий Ленинского комсомола, директором Киргизского отделения Агентства Печати Новости СССР, заместителем председателя Общества дружбы Киргизской ССР с зарубежными странами.
Депутат Верховного Совета СССР VI созыва, Верховного Совета Киргизской ССР VII и VIII созывов.
Кыргызский национальный драматический театр носит имя Т. Абдумомунова.
Умер 26 декабря 1989 года. Похоронен на Ала-Арчинском кладбище.

## Творчество
Большую роль в становлении послевоенной киргизской драматургии сыграли такие его пьесы как «Узкое ущелье» (1953—1954) и «Дочь Атабека» (1955)
Пьесы Т. Абдумомунова ставились во всех театрах республики, а также во многих театрах Советского Союза. Пьеса «Обжалованию не подлежит» ставилась в сорока театрах СССР и театрах социалистических стран, а пьеса «Узкое ущелье» шла на сцене театра им. Е. Вахтангова в Москве.
Роман «Под голубым небом» Абдумомунов написал в 1956 г.
Он автор сценария полнометражного художественного фильма «Далеко в горах» (1958).

## Влияние драматургии Абдумомунова на творчество национальных режиссёров
Почти все ведущие театральные режиссёры Кыргызстана XX века (Мамат Рыскулов, Медербек Назаралиев, Бообек Ибраев, Офелия Еркимбаева,Искендер Рыскулов, Алмаз Сарлыкбеков) тесно сотрудничали с драматургом, по созданию сценических версий пьес Т. Абдумомунова..

## Звания и награды
- Заслуженный деятель искусств Киргизской ССР (1972)
- Народный писатель Кыргызстана (1986)[5].
- Государственная премия Киргизской ССР имени Токтогула Сатылганова (1967) за пьесы «Совесть не прощает» и «Любовь и надежда»[6]
- 3 ордена Трудового Красного Знамени (01.11.1958; 28.10.1967; 1971)
- орден Дружбы народов (13.08.1982)
- медали СССР
- В честь 100-летия Т. Абдумомунова «Кыргыз почтасы» выпустило почтовую марку с его изображением.
- На 38-м заседании Постоянного совета министров культуры тюркских стран в г. Хива, Узбекистан были утверждены кандидатуры выдающихся личностей тюркского мира. На заседании этого совета ТЮРКСОЙ объявил 2022 год - годом Токтоболота Абдумомунова.